# Arnold Munnich
Pour les articles homonymes, voir Munnich.
Arnold Munnich, né le 9 octobre 1949 à Paris, est un pédiatre-généticien français. Il est le créateur et l'ancien chef du département de génétique médicale de l'hôpital Necker-Enfants malades de Paris. Il a été conseiller à la présidence de la République de 2007 à 2012 et membre du Conseil scientifique de l'Association AMMi.

## Parcours scientifique
Après un doctorat en médecine (1979) et une thèse de sciences (1988) réalisée à l'Institut Cochin dans l'unité U129 dirigée alors par Axel Kahn, il est nommé professeur de génétique à l'Université Paris-Descartes en 1989. Il dirige l'unité Inserm « Handicaps génétiques de l'enfant » depuis 1990 en succession de Jean Frézal chez lequel il avait fait son clinicat (1986-1990) à l'Hôpital Necker à Paris.
Après l'élection à la présidence de la République française de Nicolas Sarkozy, Arnold Munnich est nommé conseiller du président pour la recherche biomédicale et la santé.
Arnold Munnich a tenté de mettre la génétique moléculaire au service de la pédiatrie et de concilier génétique clinique et moléculaire. Il est le cofondateur et président en exercice de l'Institut des maladies génétiques Imagine et membre du Conseil scientifique de l'Association AMMi.

## Prises de positions politiques et éthiques
A l'occasion des États généraux de bioéthique de 2018, il dénonce le « business » des tests génétiques et affirme s'opposer à une généralisation de la PMA à des couples n'étant pas concernés par des cas d'infertilité médicale.

## Distinctions
- 1994 : Prix Jean-Hamburger de la Ville de Paris
- 1999 : Prix Jean-Pierre-Lecocq de l'Académie des sciences
- 1999 : Prix Eloi-Collery de l’Académie nationale de médecine
- 2000 : Grand Prix de l'Inserm[1],[5]
- 2001 : Prix Jean-Bernard de la Fondation pour la recherche médicale
- 2003 : Membre de l'Institut universitaire de France[6]
- 2004 : Membre de l’Académie des Sciences[7]
- 2007 : Lauréat du European Society of Human Genetics Award
- 2009 : Lauréat du Gagna & Van Heck Award du Fonds national de la recherche de Belgique
- 2012 : Lauréat du Carter Award de la British Society of Human Genetics
- 2013 :  Officier de la Légion d'honneur[8]
- 2014 : Grand prix Jean-Bernard de la Ville de Paris
- 2021 :  Commandeur de l'ordre national du Mérite[9]

## Ouvrages
- La Rage d'espérer. La génétique au quotidien, éditions Plon, 1999  (ISBN 2259189849)
- Programmé mais libre, éditions Plon, 2016  (ISBN 2259230091)

Il est l'auteur ou coauteur de plus de 700 publications scientifiques,.